# Avfrostning

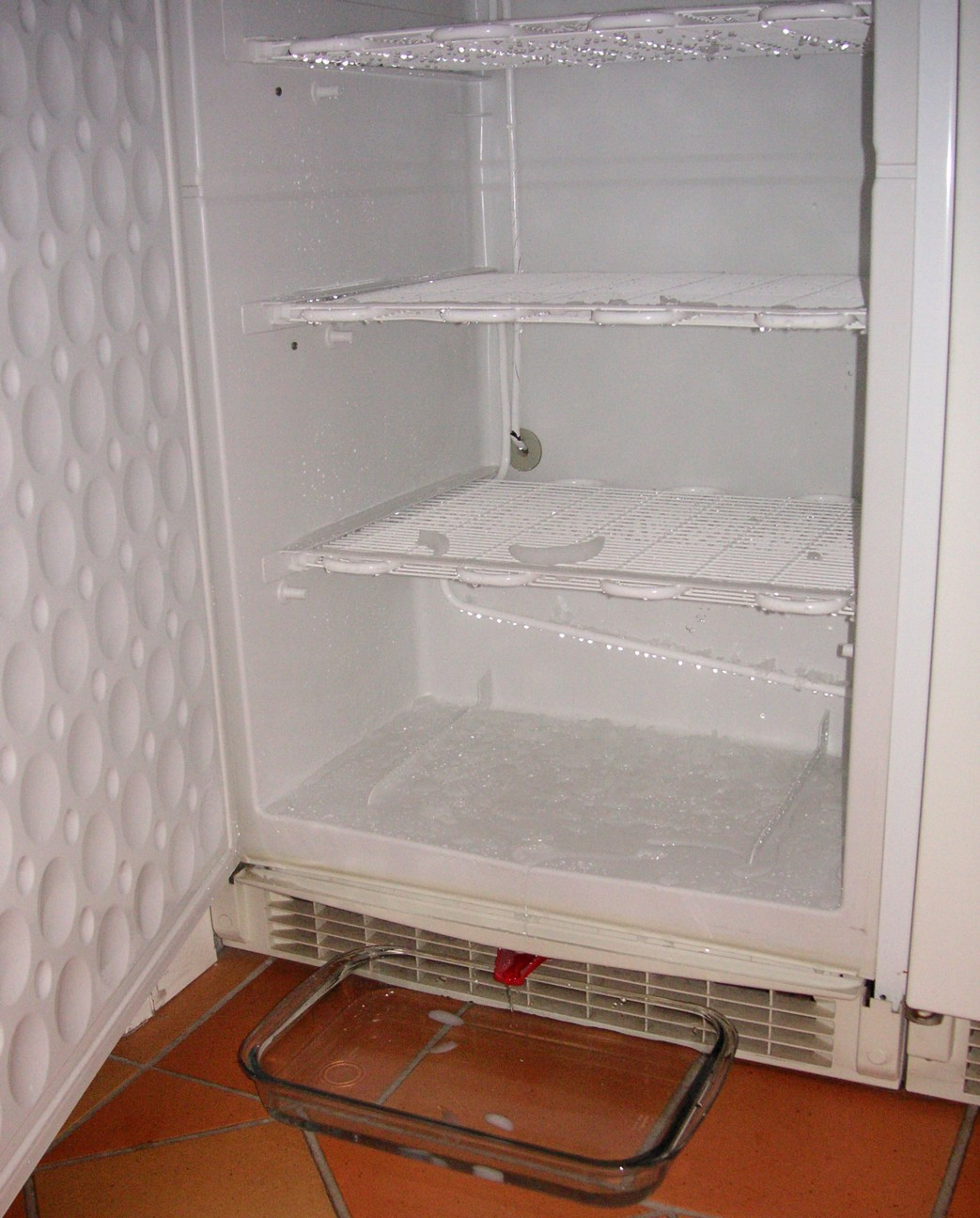
Avfrostning av ett frysskåp

Avfrostning innebär att man avlägsnar is och frost från kylskåp och frys för att dessa vitvaror skall kunna fungera normalt. Tjocka islager gör annars att temperaturen blir ojämn och att apparaternas livslängd kan minska, dessutom ökar energiförbrukningen. Man bör avfrosta minst en-två gånger om året.

## Beskrivning
Innan avfrostningen genomförs avlägsnas alla matvaror från kylen eller frysen och förvaras temporärt i en kylväska, i ett kylrum eller utomhus (om det är tillräckligt kallt).
Vid avfrostning stänger man av apparaten och låter is och frost smälta. Genom att ställa in kastruller, byttor eller plastpåsar fyllda med varmvatten kan man påskynda processen. Smältvattnet rinner vanligen ned genom en avrinningsanordning. För att undvika att vattnet rinner ut på golvet och orsakar översvämning eller fuktskador bör man ställa en skål eller lägga en handduk framför vitvaran. Lös is plockas bort för hand. Man bör inte försöka bryta eller hacka loss is eftersom det kan skada kylskåpet eller frysen. Efter avfrostningen bör man torka av kylen/frysen invändigt med en ren disktrasa innan man sätter på den igen och så småningom flyttar tillbaka matvarorna.
Moderna kylskåp är självavfrostande, vilket innebär att vatten leds bort till en skål ovanför kompressorn, där det dunstar bort. Även vissa frysmodeller är självavfrostande.

## Självavfrostande kyl och frys[1]
En självavfrostande kyl har köldmedelkanalerna i bakdelen av skåpets innerdel, numera oftast gömda i bakväggen men ibland även synliga som element. Fuktighet som följer med varm luft utifrån in i skåpet kondenserar mot dessa kanaler och bildar frost när skåpet kyler. Vid avfrostningen, som sker periodiskt (i enklare kylskåp) eller sensorstyrt (i mer avancerade apparater), slås kylningen ifrån samtidigt som aktiva värmeelement värmer upp de punkter i apparaten, där frost riskerar att bildas, framförallt på kylelementen. Denna punktvisa uppvärmning sker under en förhållandevis kort tid (ett antal minuter per dygn), så att frosten smälts regelbundet, utan att temperaturen i kylskåpet i övrigt höjs nämnvärt på grund av den korta uppvärmningstiden. Smältvattnet rinner ner till en ränna i nedre delen av bakväggen som samlar upp det och leder det via en kanal ut till en droppskål ovanför skåpets kompressor, där det sedan avdunstar med hjälp av kompressorvärmen när skåpet kyler.
En självavfrostande frys arbetar liknande en modern kyl med dynamisk kylning. I en frys med automatisk avfrostning cirkulerar kall luft från köldmediekanaler som sitter på en enda plats. Det blir därför även dit fukt och sedermera frost söker sig. Då platsen är relativt isolerad från huvuddelen av frysen kan köldmediekanalen värmas regelbundet, vilket smälter frosten till smältvatten som leds ut ur skåpet till en droppskål ovan kompressorn på frysens baksida. 
En nackdel med självavfrostande frysar är att luften inuti skåpet blir mycket torr, vilket kräver att livsmedel som innehåller fukt måste packas mycket väl. Bröd förstörs lätt om det fryses i otäta förpackningar eller påsar. Prisnivån är också högre för självavfrostande frysar än för manuellt avfrostade, även om prisskillnaderna sjunkit på senare år.
I självavfrostande frysar tar utrustningen större plats, vilket ger mindre plats för frysvarorna.